# Scytodes lesserti
Scytodes lesserti är en spindelart som beskrevs av Jacques Millot 1941. Scytodes lesserti ingår i släktet Scytodes och familjen spottspindlar.
Artens utbredningsområde är Guinea. Inga underarter finns listade i Catalogue of Life.